# Euthysanius
Euthysanius — род жуков-щелкунов.

## Описание
Общая длина щелкунов от 15 до 35; самец 15—20, а самка до 35 мм. Самцы вида Euthysanius lautus красно-коричневого цвета, имеют желобковидные крылья и пушистый, 12-сегментные гребенчатые усики. Самки не имеют крыльев, надкрылья очень короткие, брюшные стерниты обнажённые.

## Экология
Самцов встретить можно под корой елей (Pinus), ночью можно привлечь их светом. Самки не способны к полёту, их встретить можно ползающими по земле.

## Систематика
В род включены:
- Euthysanius blaisdelli Tanner 1926
- Euthysanius brevis Sloop 1935
- Euthysanius cribricollis Van Dyke 1932
- Euthysanius horni Fall 1928
- Euthysanius imparoculatus Fall 1928
- Euthysanius lautus LeConte 1853
- Euthysanius piceus Van Dyke 1932
- Euthysanius pretiosus LeConte 1863
- Euthysanius wagneri Van Dyke 1943